# 熊谷盛広
熊谷 盛廣（くまがい もりひろ、1951年（昭和26年）3月3日 - ）は、日本の政治家。元宮城県登米市長（2期）、元宮城県議会議員（1期）、元津山町長（1期）。名前の表記に関しては熊谷 盛広と書かれることも多い。

## 来歴
宮城県登米市出身。宮城県佐沼高等学校、慶應義塾大学法学部（通信課程）卒業。
2002年（平成14年）、津山町長に就任。2005年（平成17年）4月1日に津山町が他の登米郡8町と合併し消滅するまで町長を務めた。
2007年（平成19年）4月に行われた宮城県議選・登米選挙区（定数3）に無所属で立候補し3位で初当選。当選後に自民党入り。
東日本大震災のため2011年（平成23年）11月13日に延期された県議選、2015年（平成27年）10月25日に行われた県議選は、いずれも自民党公認で立候補するも次点（3位）で落選した。登米選挙区は2011年から定数2（前回から1減）となり、その影響を受けた。
2017年（平成29年）4月23日に行われた登米市長選挙に立候補し、民進党の推薦を受けた現職の布施孝尚を僅差で破り初当選した。4月29日、市長就任。選挙の結果は以下のとおり。
※当日有権者数：68,870人 最終投票率：66.18%（前回比：pts）
| 候補者名 | 年齢 | 所属党派 | 新旧別 | 得票数   | 得票率 | 推薦・支持     |
| -------- | ---- | -------- | ------ | -------- | ------ | -------------- |
| 熊谷盛廣 | 66   | 無所属   | 新     | 22,567票 | 50.16% |                |
| 布施孝尚 | 55   | 無所属   | 現     | 22,421票 | 49.84% | （推薦）民進党 |

2021年（令和3年）4月、登米市長選に無所属（自民党・公明党推薦）で立候補し、無投票で再選。2025年（令和7年）4月27日の市長選挙では熊谷康信に敗れた。